# 巴赫特爾山
47°17′41″N 8°53′11″E / 47.29472°N 8.88639°E

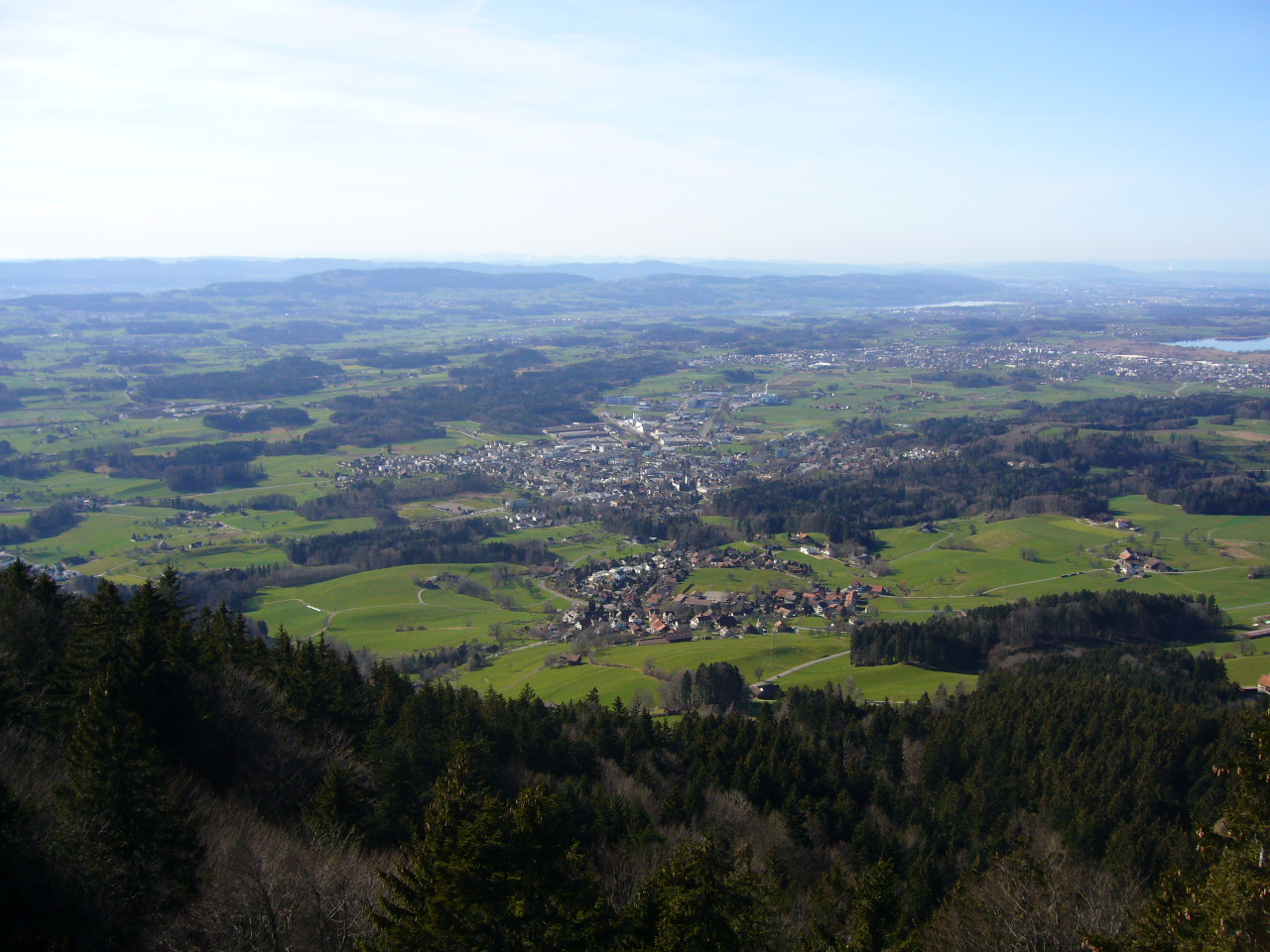

巴赫特爾山（Bachtel），是瑞士的山峰，位於該國東北部，由蘇黎世州負責管轄，屬於阿彭策爾阿爾卑斯山脈的一部分，海拔高度1,115米，每年平均降雨量1,869毫米。